# Oreopanax obscurus
Oreopanax obscurus är en araliaväxtart som beskrevs av Borchs. Oreopanax obscurus ingår i släktet Oreopanax och familjen Araliaceae. Inga underarter finns listade.